# 吕德 (下萨克森州)
吕德是德国下萨克森州的一个市镇。总面积55.33平方公里，总人口1269人，其中男性619人，女性650人（2011年12月31日），人口密度23人/平方公里。